# 尾池厚之

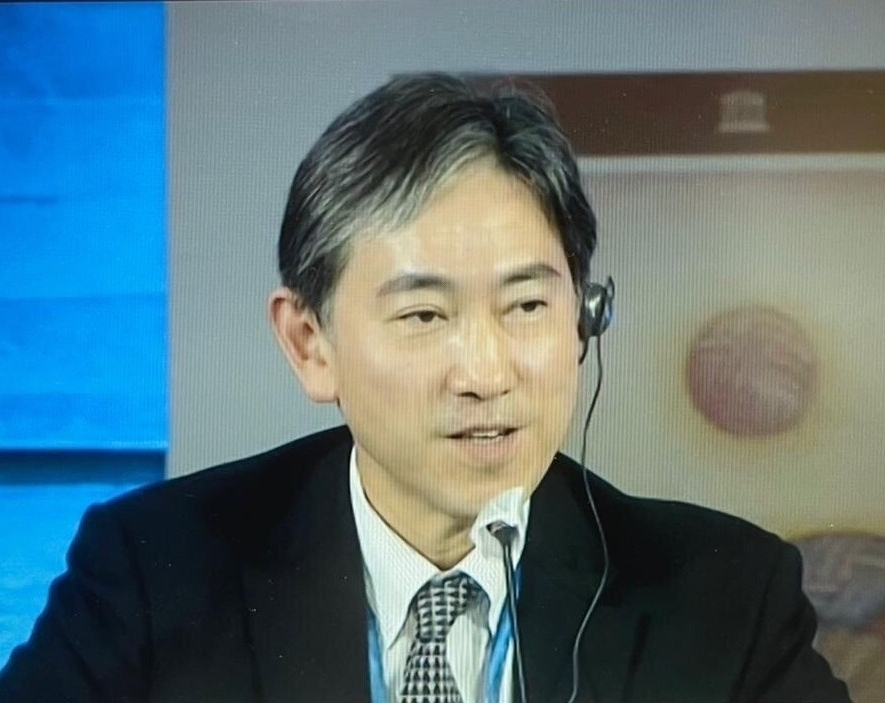
外務省より公表された公式肖像画像

尾池 厚之（おいけ あつゆき、1960年（昭和35年）8月26日 - ）は、日本の外交官。国際連合教育科学文化機関日本政府代表部特命全権大使を経て、在ジュネーブ国際機関日本政府代表部特命全権大使。

## 経歴・人物
大阪府立北野高等学校卒業、東京大学法学部卒業、1983年外務省入省。1984年から英国研修を受け、オックスフォード大学大学院国際関係論学科卒業、修士（M. Litt）。1986年在フィリピン日本国大使館二等書記官。1988年外務省欧亜局西欧第二課事務官。1990年外務省経済協力局有償資金協力課課長補佐。1993年外務省中近東アフリカ局中近東第二課首席事務官。1995年在ジュネーブ国際機関日本政府代表部一等書記官。1997年外務省経済局総務参事官室首席事務官。1999年外務省北米局北米第二課企画官。2000年外務省北米局北米第二課日米協力推進室長。同年外務省経済局開発途上地域課企画官併任（日シンガポール経済連携協定交渉担当）。2001年外務省アジア大洋州局大洋州課長。2003年外務省経済局国際経済第一課長。2004年外務省経済局開発途上地域課長。同年外務省経済局経済連携課長。2007年在大韓民国日本国大使館総務公使。同年在大韓民国日本国大使館経済公使。2010年在ジュネーブ国際機関日本政府代表部公使（経済）。2012年在中国日本国大使館公使（経済部長）。2014年外務省大臣官房地球規模課題審議官（大使）、公益社団法人グローバルヘルス技術振興基金評議員。2016年在アメリカ合衆国日本国大使館次席公使。
2017年TPP等政府対策本部首席交渉官代理。2020年国際連合教育科学文化機関日本政府代表部特命全権大使。2023年在ジュネーブ国際機関日本政府代表部特命全権大使。

## 同期
- 相川一俊（23年EU大使・20年イラン大使）
- 相星孝一（21年韓国大使・18年イスラエル大使・14年ASEAN大使）
- 小笠原一郎（19年軍縮会議大使・16年マダガスカル大使）
- 奥山爾朗（22年ヨルダン大使）
- 片山和之（23年日本台湾交流協会台北事務所長・20年ペルー大使）
- 金杉憲治（23年中国大使）
- 杵渕正巳（22年ボスニアヘルツェゴビナ大使・20年東ティモール大使）
- 木村元（20年モザンビーク大使）
- 新美潤（22年OECD大使）
- 丸山則夫（22年アイルランド大使）
- 水内龍太（22年オーストリア大使・20年ザンビア大使）
- 水鳥真美（18年国連事務総長特別代表）
- 道上尚史（23年ブルガリア大使・21年ミクロネシア連邦大使）
- 南博（22年オランダ大使）
- 宮原信孝（18年笹川平和財団研究員）
- 村林弘文（21年在ヒューストン日本国総領事）
- 森健良（21年外務事務次官）
- 山﨑和之（23年国連大使）
- 山田滝雄（20年ベトナム大使・17年ユネスコ大使・10年ASEAN大使）
- 山本広行（23年ベラルーシ大使・20年トルクメニスタン大使）
- 和田充広（21年パキスタン大使）